# Списак српских астронома
Астрономи и астрофизичари српског порекла или они који су се школовали или стварали у Србији су (хронолошким редом према години рођења):

## Пре 1800
- Руђер Бошковић (1711 - 1787)

## 1801-1900
- Спиридон Гопчевић (1855 - 1928)
- Милан Недељковић (1857 - 1950)
- Ђорђе Станојевић (1858 - 1921)
- Милутин Миланковић (1879 - 1958)
- Војислав В. Мишковић (1892 - 1976)

## 1901-1950
- Петар Ђурковић (1908-1981)
- Захарије Бркић (1910-1979)
- Милорад Б. Протић (1911-2001)
- Слободанка Крстић (1912-2007)
- Божидар Поповић (1913-1993)
- Бранислав Шеварлић (1914-2001)
- Иван Атанасијевић (1919-1998)
- Василије Оскањан (1921-1989)
- Јован Симовљевић (1929-2007)
- Софија Саџаков (1929-2009)
- Јован Лазовић (1931-2019)
- Мирјана Вукићевић-Карабин (1933-)
- Јелена Милоградов-Турин (1935 - 2011)
- Данило Зулевић (1937-1998)
- Драгутин Ђуровић (1937-)
- Владимир Чадеж (1940-)
- Трајко Ангелов (1945-)
- Војислава Протић Бенишек (1946-)
- Мике Кузманоски (1947-)
- Милан Димитријевић (1947-)
- Иштван Винце (1947-)
- Зоран Кнежевић (1949-)
- Слободан Нинковић (1950-)

## 1951-2000
- Стево Шеган (1952-)
- Надежда Пејовић (1952-)
- Небојша Ђурић (1955-)
- Гојко Ђурашевић (1955-)
- Слободан Јанков (1956-)
- Станислав Ђорговски (1956-)
- Зорица Цветковић (1958-)
- Раде Павловић (1958-)
- Олга Атанацковић (1959-)
- Горан Дамљановић (1963-)
- Милан Вулетић (1963-)
- Лука Поповић (1964-)
- Мирослав Филиповић (1967-)
- Зоран Симић (1967-)
- Предраг Јовановић (1968-)
- Милан Максимовић (1968-)
- Наташа Станић (1969-)
- Дејан Урошевић (1970-)
- Еди Бон (1970-)
- Милан М. Ћирковић (1971-)
- Ненад Миловановић (1972-)
- Анђелка Ковачевић (1972-)
- Снежана Станимировић (1972-)
- Никола Витас (1974-)
- Оливер Винце (1974-)
- Наташа Тодоровић (1974-)
- Бранкица Шурлан (1974-)
- Маја Вучковић (1975-)
- Владимир Бенишек (1975-)
- Сања Даниловић (1976-)
- Бојан Новаковић (1976-)
- Милан Богосављевић (1977-)
- Бојан Арбутина (1977-)
- Гордана Тешић (1977-)
- Тијана Продановић (1978-)
- Драгана Илић (1978-)
- Војислав Грујић (1978-)
- Марија Станковић (1979-)
- Наташа Бон (1979-)
- Ана Вудраговић (1979-)
- Петар Глишовић (1979-)
- Оливера Латковић (1980-)
- Атила Чеки (1980-)
- Татјана Јакшић (1980-)
- Бранислав Вукотић (1981-)
- Мирјана Повић (1981-)
- Моника Јурковић (1981-)
- Душан Онић (1982-)
- Немања Мартиновић (1982-)
- Владимир Зековић (1982-)
- Милан Гошић (1983-)
- Јована Мишић (1983-)
- Емина Челић (1983-)
- Јелена Алексић (1984-)
- Ивана Милић (1984-)
- Милан Стојановић (1984-)
- Иван Милић (1985-)
- Милица Вучетић (1985-)
- Миљана Јовановић (1985-)
- Александра Ћипријановић (1987-)
- Марко Павловић (1987-)
- Слободан Опсеница (1987-)
- Ирена Пирковић (1987-)
- Андреј Обуљен (1988-)
- Станислав Милошевић (1989-)
- Мајда Смоле (1989-)